# Reichsleiter

Kommandotecken för Reichsleiter.

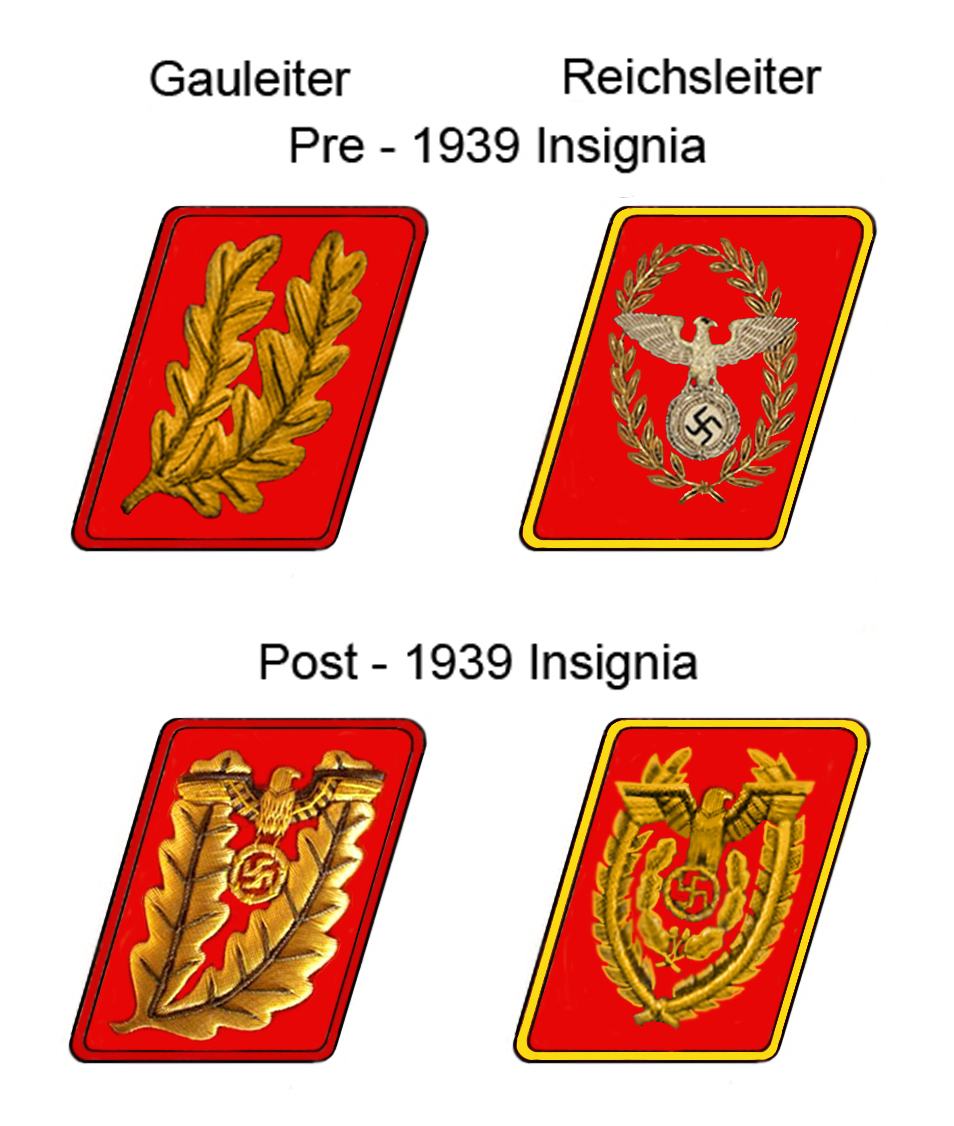
Gradbeteckningar för Gauleiter och Reichsleiter på partiuniformen.

Reichsleiter ("riksledare") var den näst högsta politiska graden inom NSDAP. En Reichsleiter var underställd Führern eller dennes ställföreträdare och svarade endast inför honom. Deras uppdrag omfattade hela riket. De 18 riksledarna bildade NSDAP:s riksledning, vilken hade sitt säte i München. Vissa riksledare tillhörde även riksregeringen.

## Organisation

### Riksledare för partiets inre organisation
- Franz Xaver Schwarz, partiets riksskattmästare
- Philipp Bouhler, chef för Führerkansliet
- Martin Bormann, chef för partikansliet
- Walter Buch, ordförande i högsta partidomstolen
- Wilhelm Grimm, vice ordförande i högsta partidomstolen
- Joseph Goebbels, NSDAP:s rikspropagandachef
- Max Amann, riksledare för pressen
- Otto Dietrich, rikspresschef
- Franz von Epp, ledare för partiets kolonialpolitiska avdelning
- Walther Darré, Herbert Backe (från 1943), riksbondeledare
- Wilhelm Frick, ledare för partiets riksdagsgrupp
- Karl Fiehler, chef för partiets kommunalpolitiska avdelning

### Riksledare med befogenheter även över till partiet anslutna organisationer
- Alfred Rosenberg, chef för partiets utrikespolitiska avdelning och Hitlers befullmäktigade för partiets världsåskådningsundervisning
- Hans Frank, chef för rättsavdelningen
- Robert Ley, riksorganisationschef
- Heinrich Himmler, Reichsführer-SS
- Viktor Lutze, SA:s stabschef
- Baldur von Schirach, Arthur Axmann (1940), riksungdomsledare